# Кам'янецька вежа (монета)

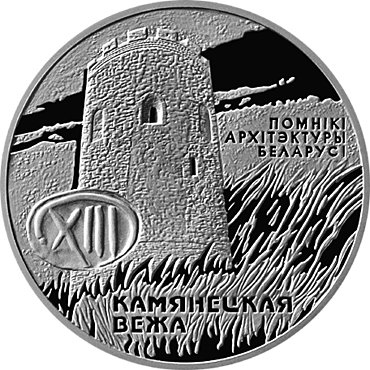
монета "Кам'янецька вежа", 20 рублів, реверс

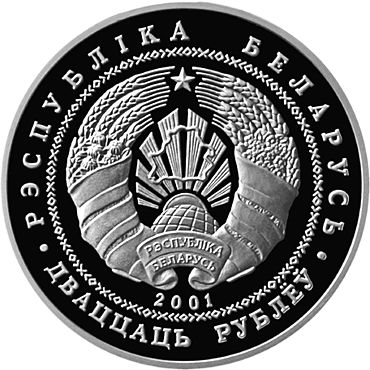
монета "Кам'янецька вежа", 20 рублів, аверс

Пам'ятна монета «Кам'янецька вежа» — білоруські ювілейні монети Національного банку Білорусі введені в обіг 20 грудня 2001 року. монети викарбувано зі срібла — номіналом 20 рублів і мідно-нікелева — 1 рубль.

## Номінали

### Срібна
- проба срібла: 925
- номінал: 20 рублів
- вага монети: 33.63 г
- вага чистого срібла: 31.1 г
- діаметр: 38.61 мм
- якість - «пруф»
- тираж: 2000 екземплярів
- вартість продажу у НББ — 122 500 руб. без футляра

### Мідно-нікелева
- номінал: 1 рубль
- вага монети: 13.16 г
- діаметр: 32 мм
- якість - «пруф-лайк»
- тираж: 2000 екземплярів
- вартість продажу у НББ — 6 080 руб. без футляра

## Опис
Монета має вигляд кола, рант монети має рифлення.
- Аверс: у колі, з геометричним орнаментом, — зображення державного герба Білорусі, унизу розміщено рік карбування, для срібла — чиста вага і проба дорогоцінного металу; по колу — написи: з гори — «РЭСПУБЛІКА БЕЛАРУСЬ», внизу — «ДВАЦЦАЦЬ РУБЛЁЎ» на срібній і «АД3ІН РУБЕЛЬ» — на мідно-нікелевій.
- Реверс: у центрі — зображення Кам'янецької вежі; зліва внизу зображення у вигляді стародавньої друку з датою: XIII; з гори — напис у три рядки: «ПОМНІКІ АРХІТЭКТУРЫ БЕЛАРУСІ»; внизу напис: «КАМЯНЕЦКАЯ ВЕЖА».